# Бенедиктов, Владимир Григорьевич
Влади́мир Григо́рьевич Бенеди́ктов (5 [17] ноября 1807, Санкт-Петербург — 14 [26] апреля 1873, там же) — русский поэт и переводчик. Секретарь министра Е. Ф. Канкрина.

## Биография
Сын провинциального чиновника. Воспитывался в Олонецкой гимназии (1817—1821) в Петрозаводске, где его отец был назначен на место советника губернского правления, и во 2-м кадетском корпусе (1827) в Санкт-Петербурге, откуда был выпущен прапорщиком в лейб-гвардии Измайловский полк. С этим полком в чине подпоручика участвовал в походе 1831 года против польских повстанцев, был награждён орденом св. Анны 4-й степени с надписью «за храбрость» и по возвращении гвардии в Петербург оставил военное поприще, поступив в 1832 году в гражданское ведомство, в Министерство финансов, где и оставался до конца своей службы.
В 1843 году назначен директором правления экспедиции государственных кредитных билетов. В 1847 и 1856 годах получил ордена св. Анны 2-й степени и св. Владимира 3-й степени. В 1850 был произведён в действительные статские советники. Примечательно, что двоюродным братом В. Г. Бенедиктова был генерал-майор русской армии М. М. Венедиктов (1806—1881) или Бенедиктов, как в то время транскрибировали его фамилию. В 1848 году он был направлен в Париж, где вошёл в круг знакомых писательницы Жорж Санд, которая свела его с будущей его супругой — Александрой Пикте, сестрой известного в своё время филолога Адольфа Пикте.
В. Г. Бенедиктов, как и М. М. Бенедиктов, занимал высокие посты в управлении. В 1856 году был назначен советником правления Государственного заёмного банка. В 1860 году вышел в отставку (уволен за штат) в чине действительного статского советника с мундиром и пенсией и с тех пор жил «на покое» то в Петербурге, то в деревне, то за границей.
Избран членом-корреспондентом Императорской Санкт-Петербургской Академии Наук по отделению русского языка и словесности в 1855 году.
Умер 14 (26) апреля 1873 г. Погребён на Смоленском православном кладбище с дочерью коллежского советника Варварой Григорьевной Бенедиктовой (30.09.1818 — 12.03.1892). Место захоронения, недалеко от Главного входа на кладбище и корпуса богадельни с юга Петербургской дорожки, отмечено под № 86 на плане кладбища, приложенном к адресной книге А. С. Суворина «Весь Петербург» за 1914 г. и 1917 г. Могила не сохранилась.

## Творчество
Свои первые стихи Бенедиктов писал ещё учась в гимназии под руководством своего учителя И. Ф. Яконовского, который также питал страсть к поэзии. На литературное поприще Бенедиктов выступил в 1835 небольшой книжкой стихотворений, которая обратила на юного поэта внимание критики и публики (ранее в печати появлялось только одно стихотворение в 1832). Ранние стихи Бенедиктова проникнуты романтическими образами, бурной метафорикой, энергичной ритмикой стиха (характерна полиметрия, частое изменение размера в пределах стихотворения), словотворчеством. Тематика — романтические красоты природы, любовь к «идеальной деве», война, бал. Сочетание неистовой образности с прозаизмами — характерная черта стиля Бенедиктова — производило на различных критиков то ощущение «безвкусицы», то впечатление «нового поэтического стиля». 

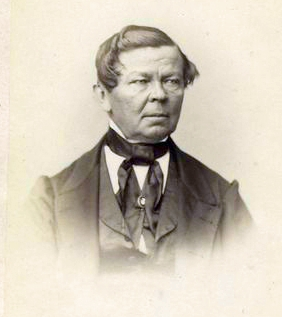
Бенедиктов в старости

Читатели и рецензенты встретили эту книжку громкими похвалами: она покупалась нарасхват, так что скоро потребовалось новое издание; по рассказу И. И. Панаева, Жуковский отзывался о новом поэте с восторгом; отовсюду слышались самые лестные суждения. А. С. Пушкин, прочитав книгу Бенедиктова, сказал ему при встрече: "У вас удивительные рифмы - ни у кого нет таких рифм!" Стихотворение Бенедиктова "Горные выси" Пушкин опубликовал в своём журнале "Современник". Только Белинский (в «Телескопе» 1835 г.) взглянул на произведения Бенедиктова с иной точки зрения и заявил, что в них виден только талант стихотворца, то есть умение ловко владеть размером и рифмой, но почти совсем отсутствует поэтическое дарование. Пик популярности раннего Бенедиктова приходится на трёхлетие 1835—1838 (в 1838 вышел второй сборник), хотя инерция успеха сохранялась и много позже.
В эпоху Крымской войны Бенедиктов выступил с рядом патриотических од. В период реформ Александра II и подъёма «гражданской» поэзии Бенедиктов поддался этому новому общественному настроению: он приглашал читателя на борьбу с общественным злом, приветствовал обновление общества («Борьба», «К новому поколению», «И ныне», «7 апреля 1857» и др.) В 1850—1870-е гг. Бенедиктов продолжает создавать и лирические произведения, отличающиеся уже меньшей вычурностью стиля и большей философской глубиной; версификационное его мастерство по-прежнему остаётся на высоте.
В 1856 г. вышло в свет полное собрание стихотворений Бенедиктова в 3-х томах, а в следующем году в виде дополнения к этому собранию — «Новые стихотворения». В 1884 году товариществом М. О. Вольфа было издано 2-е полное собрание стихотворений Бенедиктова под редакцией и с вступительной статьёй Я. П. Полонского.
В 1869 г. Бенедиктов составляет первый на русском языке сборник математических головоломок, который не был издан и остался лишь в виде рукописи. Был найден только в 1924 г. Этот сборник упоминает Я. И. Перельман в своей книге «Живая математика», а также приводит несколько задач из него.
В XX веке стихотворения Бенедиктова издавались в Большой серии «Библиотеки поэта» Л. Я. Гинзбург (1939) и Б. В. Мельгуновым (1983). Долгое время над наследием Бенедиктова тяготел приговор Белинского, и в конце XIX — начале XX века имя поэта по-прежнему было символом бездарной безвкусицы. Только с 1920-х годов начинается переоценка творчества Бенедиктова, что связано с работами Гинзбург и других русских формалистов, а также с осознанием поэтической практики Серебряного века.

### Влияние
Бенедиктов оказал влияние на творчество М. Лермонтова, Н. Некрасова и других поэтов. Дружил с писателем И. Гончаровым. По мнению литературоведа В. Сахарова, в своём зрелом творчестве 1840 - 1860-х годов Бенедиктов предвосхитил проблематику произведений К. Случевского, И. Анненского и А. Блока.

### Переводы
Бенедиктов — один из крупнейших поэтов-переводчиков своего времени. Переводил произведения И. В. Гёте, Шиллера, Байрона, Шекспира, Виктора Гюго, Огюста Барбье, Теофиля Готье и других зарубежных поэтов. Перевёл с польского языка поэмы Адама Мицкевича «Гражина» и «Конрад Валленрод» (1863), а также поэму «Пан Тадеуш» (1882) и почти всю лирику Мицкевича (не всё издано, как и переводы из Байрона). Большую известность получил его острополитический перевод «Собачьего пира» Барбье (1856), распространявшийся в списках и вызвавший восторг Тараса Шевченко. Особо удачными считаются его переводы из Гюго, Готье и других французских романтиков XIX века, близких Бенедиктову по художественному языку. Значительная часть переводов Бенедиктова появилась в изданиях Н. В. Гербеля (1860-е годы).

## Адреса в Санкт-Петербурге
- 1844 год — дом Кранихдельда — Конный переулок, 22;
- 1860-е годы — доходный дом Голле — Знаменская улица, 36[12];
- 1867—1869 год — доходный дом Фитингоф — Большая Садовая улица, 68;

## Память
- Именем В. Г. Бенедиктова названа одна из улиц Петрозаводска[13].
- На Смоленском православном кладбище недалеко от Смоленской церкви сохранился массивный монумент на могиле государственного деятеля, сенатора А. М. Княжевича, на котором с трёх сторон выбито стихотворение В. Бенедиктова, написанное к пятидесятилетию Княжевича[14][15][16].